# Isabel Macías
Isabel Macías Chow (11 d'agost de 1984, Saragossa) és una atleta aragonesa, especialista al mig fons.
Integra les files de Simply Scorpio i el seu entrenador és Jesús Romero.
Està diplomada en Magisteri d'Educació Física en el 2005, i en Educació Infantil 2009 i va cursar periodisme en la universitat de Saragossa.
| 1999-2001 | 2002-2007            | 2008             | 2009      | 2010             | 2011             | 2012                 |                |
| --------- | -------------------- | ---------------- | --------- | ---------------- | ---------------- | -------------------- | -------------- |
| C.N.Helis | València Terra i Mar | Carrefour Bezana | Bidezabal | CAP Port Alacant | CAP Port Alacant | València Terra i Mar | Simply Scorpio |

## Historial
| Posició                               | Prova | Lloc          | Any         |
| ------------------------------------- | ----- | ------------- | ----------- |
| Subcampiona d'Europa de Pista Coberta | 1500m | Göteborg      | 2013        |
| Campiona Iberoamericana               | 1500m | Ponce         | 2006        |
| Millor marca d'Espanya Juvenil        | 1500m | Pista coberta | 2001        |
| Campiona d'Espanya Absoluta           | 1500m | Aire Lliure   | 2011        |
| Campiona d'Espanya Absoluta           | 1500m | Pista Coberta | 2011        |
| 5ª camp. D'Europa                     | 1500m | Pista Coberta | 2011        |
| Campiona D'Espanya Absoluta           | Milla |               | 2010        |
| Subcampiona d'Espanya Absoluta        | 800m  | Aire Lliure   | 2008        |
| Subcampiona d'Espanya Absoluta        | 1500m | Pista Coberta | 2008-2010   |
| Bronze Camp. Esp. Abs.                | 1500m | Pista Coberta | 05-06-07-09 |
| Rècord d'Espanya Juvenil              | 1500m | Pista Coberta | 2001        |
| Campiona d'Espanya Promesa            | 1500m | Aire Lliure   | 04-05-06    |
| Campiona d'Espanya Promesa            | 800m  | Aire Lliure   | 2005        |
| Campiona d'Espanya Promesa            | 1500m | Pista coberta | 04-05-06    |
| Campiona d'Espanya Júnior             | 1500m | Aire Lliure   | 02-03       |
| Campiona d'Espanya Júnior             | 1500m | Pista Coberta | 2003        |
| Campiona d'Espanya Júnior             | Cross |               | 2003        |
| Campiona d'Espanya Juvenil            | 1500m | Aire lliure   | 2001        |
| Campiona d'Espanya Juvenil            | Cross |               | 2001        |
| Campiona d'Espanya Cadet              | 1000m | Aire lliure   | 2000        |
| Campiona d'Espanya Cadet              | Cross |               | 2000        |

## Millors Marques
| Prova | Marca   | Lloc              | Data        |
| ----- | ------- | ----------------- | ----------- |
| 800m  | 2:03.49 | Stockholm         | 18 JUN 2011 |
| 1500m | 4:04.84 | Paris Saint-Denis | 06 JUL 2012 |

| Prova | Marca   | Lloc      | Data        |
| ----- | ------- | --------- | ----------- |
| 800m  | 2:04.01 | Sevilla   | 11 FEB 2011 |
| 1500m | 4:08.80 | NY Armory | 11 FEB 2012 |